# Hơi nước nóng
Hơi nước nóng (steam) là một trạng thái khí của nước, có thể được tạo ra do sự bay hơi hay sự sôi, khi nhiệt được cấp vào cho tới khi nước có đủ entanpi hóa hơi. Hơi nước bão hòa hoặc siêu nhiệt là không thể trông thấy được; tuy nhiên "hơi nước nóng" thường đề cập đến hơi nước ẩm ướt, tức là các đám sương mỏng hay aerosol gồm các giọt nước nhỏ hình thành khi hơi nước ngưng tụ. Nước tăng thể tích tới gấp 1,700 lần tại nhiệt độ và áp suất tiêu chuẩn; sự thay đổi này trong thể tích có thể được chuyển thành công cơ học bởi các loại động cơ hơi nước, chẳng hạn các động cơ dạng piston tương hỗ và tuabin hơi nước, một tiểu nhóm của các động cơ hơi nước. Động cơ hơi nước dạng piston đóng vai trò trung tâm trong cuộc Cách mạng Công nghiệp và tuabin hơi nước hiện đại được sử dụng để sản xuất hơn 80% điện năng của thế giới. Nếu nước thể lỏng tiếp xúc với một bề mặt rất nóng hoặc bị giảm áp suất rất nhanh dưới áp suất hơi của nó, nó có thể tạo ra một vụ nổ hơi nước.

## Các loại hơi nước và sự chuyển đổi
Hơi nước nóng được tạo ra theo cách truyền thống bằng cách đun nóng một nồi hơi bằng than cháy hay các nhiên liệu khác, nhưng cũng có thể tạo ra hơi nước nóng bằng năng lượng mặt trời. Hơi nước (vapor) kèm theo các giọt nước nhỏ được gọi là hơi nước ẩm ướt. Khi hơi nước ẩm ướt tiếp tục được làm nóng, những giọt nước nhỏ sẽ bay hơi, và ở một nhiệt độ đủ cao (phụ thuộc vào áp suất), toàn bộ lượng nước bay hơi và hệ ở trong trạng thái cân bằng lỏng–hơi. Khi hơi nước nóng đạt đến điểm cân bằng, nó được gọi là hơi nước bão hòa.
Hơi nước siêu nhiệt là hơi nước ở nhiệt độ cao hơn điểm sôi của nó ở áp suất cho trước, chỉ có thể xảy ra khi toàn bộ nước thể lỏng đã bị bay hơi hay bị loại bỏ khỏi hệ.
Các bảng tính toán hơi nước bao gồm các dữ liệu nhiệt động cho nước/hơi nước bão hòa và thường được sử dụng bởi các kỹ sư và nhà khoa học trong việc thiết kế và vận hành các thiết bị mà chu trình nhiệt động liên quan đến hơi nước được sử dụng. Ngoài ra, các biểu đồ pha nhiệt động cho nước/hơi nước, chẳng hạn giản đồ nhiệt độ-entropy hay giản đồ Mollier được cho trong bài viết này, có thể hữu ích. Các biểu đồ hơi nước cũng được sử dụng trong phân tích chu trình nhiệt động.
|                                             |                                             |                                              |
| Giản đồ entanpi-entropy (h-s) cho hơi nước. | Giản đồ áp suất-entanpi (p-h) cho hơi nước. | Giản đồ nhiệt độ-entropy (T-s) cho hơi nước. |

## Sử dụng

### Trong công nghiệp và năng lượng
Động cơ hơi nước và tua bin hơi nước sử dụng sự giãn nở của hơi nước để dẫn động piston hoặc tuabin để thực hiện công cơ học. Khả năng đưa hơi nước ngưng tụ  dưới dạng nước-lỏng trở lại lò hơi ở áp suất cao với công suất bơm cần thực hiện tương đối ít là rất quan trọng. Sự ngưng tụ hơi nước thành nước thể lỏng thường xảy ra ở đầu áp suất thấp của tuabin hơi nước, vì điều này tối đa hóa hiệu suất năng lượng, nhưng điều kiện hơi ướt như vậy cũng cần phải được hạn chế để tránh làm mòn cánh tuabin quá nhiều. Các kỹ sư sử dụng một chu trình nhiệt động lực học lý tưởng, chu trình Rankine, để mô hình hóa hoạt động của động cơ hơi nước. Tuabin hơi nước thường được sử dụng trong sản xuất điện.
Tính đến năm 2000 khoảng 90% tổng điện năng toàn cầu được sản xuất nhờ sử dụng hơi nước làm lưu chất làm việc, gần như tất cả được sử dụng bởi tua bin hơi nước. Trong sản xuất điện năng, hơi nước thường được ngưng tụ ở cuối chu trình giãn nở của nó, và sau đó trở lại lò hơi để tái sử dụng. Tuy nhiên, trong mô hình đồng phát, hơi nước được dẫn trong đường ống vào các công trình qua một hệ thống sưởi khu vực để cung cấp năng lượng nhiệt sau khi nó được sử dụng trong chu trình phát điện. Hệ thống sản xuất hơi nước lớn nhất thế giới là hệ thống hơi nước của Thành phố New York, bơm hơi nước vào 100,000 công trình ở Manhattan từ bảy nhà máy đồng phát.

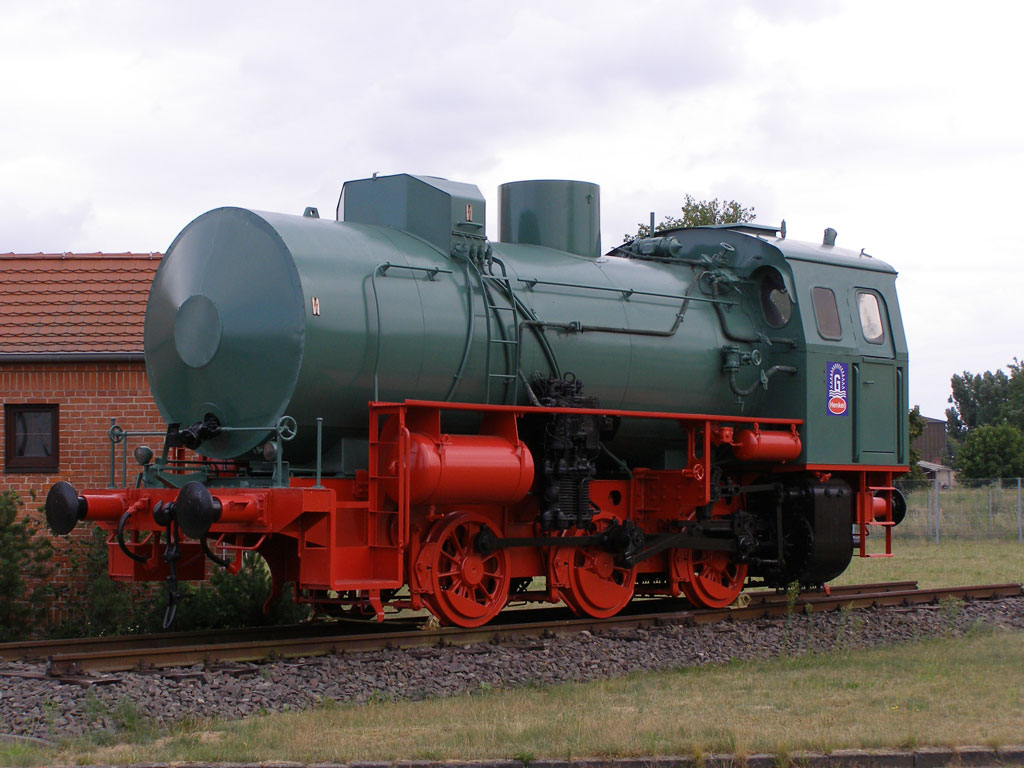
Đầu máy hơi nước không sử dụng lửa: Mặc dù trông giống lò hơi, chú ý rằng nó không có ống khói và hơn nữa, các xi lanh ở vị trí cuối của toa, không phải ở phía đầu ống khói.

Trong những ứng dụng công nghiệp khác, hơi nước được sử dụng để lưu trữ năng lượng, được đưa vào và tách ra bởi quá trình trao đổi nhiệt, thường là qua các đường ống. Hơi nước đóng vai trò là một kho chứa năng lượng nhiệt lớn vì nhiệt hóa hơi cao của nước.
Đầu máy hơi nước không sử dụng lửa là loại đầu máy hơi nước được vận hành nhờ nguồn cấp hơi nước được lưu trữ ở trên toa trong một bể lớn trông giống nồi hơi của đầu máy xe lửa thông thường. Bể này chứa đầy hơi nước xử lý, loại hơi cũng có mặt trong nhiều loại nhà máy lớn, chẳng hạn nhà máy giấy. Động cơ đẩy của đầu máy sử dụng piston và các thanh nối, như đối với đầu máy hơi nước điển hình. Những đầu máy này chủ yếu được sử dụng ở những nơi có nguy cơ cháy do hộp lửa của lò hơi, nhưng cũng được sử dụng trong các nhà máy chỉ đơn giản là có nguồn cung cấp hơi dồi dào để dự phòng.
Hơi nước được sử dụng trong lắp đặt đường ống hạ tầng. Nó cũng được sử dụng trong bao ống và thăm dò đường ống để duy trì nhiệt độ đồng nhất trong hệ thống đường ống và mạch.

### Nông nghiệp và xử lý vật liệu
Trong nông nghiệp, hơi nước nóng được sử dụng trong việc khử trùng đất để tránh việc sử dụng các hóa chất độc hại và tăng sức khỏe của đất. Hơi nước nóng có thể được sử dụng trong xử lý gỗ để uốn gỗ, diệt côn trùng và tăng độ đàn hồi.
Trong xử lý bê tông, hơi nước được sử dụng để làm tăng cường quá trình sấy khô, đặc biệt là trong các sản phẩm đúc sẵn. Cần thận trọng vì bê tông tạo ra nhiệt trong quá trình thủy hóa và nhiệt bổ sung từ hơi nước ngưng tụ có thể gây bất lợi cho các quá trình phản ứng đông cứng của bê tông.
Hơi nước cũng được sử dụng trong nhiều quá trình hóa học để làm chất phản ứng, đặc biệt trong ngành công nghiệp hóa dầu. Quá trình cracking hơi nước của các hydrocacbon sản xuất ra các hydrocacbon với khối lượng phân tử thấp hơn để sử dụng làm nhiên liệu hoặc các ứng dụng hóa học. Quá trình reforming hơi nước sản xuất khí tổng hợp hoặc hydro.

### Trong nhà
Khả năng chứa và truyền nhiệt của hơi nước cũng được sử dụng trong hộ gia đình: chẳng hạn để nấu (hấp) rau củ, làm sạch đồ vải, thảm và lót sàn, và sưởi ấm các ngôi nhà. Trong mỗi trường hợp trên, nước được đun nóng trong một nồi hơi, và hơi nước đưa năng lượng tới vật mục tiêu. Hơi nước cũng được sử dụng trong việc ủi quần áo để thêm đủ độ ẩm cùng với nhiệt lượng để làm phẳng các nếp nhăn, hoặc cũng để tạo nếp gấp có chủ ý trên quần áo.

### Khử trùng
Nồi hấp sử dụng hơi nước áp suất cao, được sử dụng trong các phòng thí nghiệm vi sinh vật học và những môi trường tương tự khác để khử trùng. Hơi nước, đặc biệt là hơi nước khô (cực kỳ siêu nhiệt) có thể được dùng trong việc làm sạch kháng khuẩn, ngay cả tới mức vô trùng. Hơi nước đóng vai trò là một chất kháng khuẩn không độc hại.

### Làm sạch vật liệu
Hơi nước được sử dụng trong việc làm sạch sợi và các vật liệu khác, đôi khi trong chuẩn bị sơn vẽ. Hơi nước cũng hữu ích trong việc làm nóng chảy các vết dầu mỡ bám và cặn dầu, do đó nó hữu dụng trong việc vệ sinh và lau chùi nền bếp, các dụng cụ và các phần của động cơ đốt trong và các loại máy móc khác. Một trong số những ưu điểm của việc sử dụng hơi nước so với sử dụng vòi xịt nước nóng đó là hơi nước có thể vận hành ở những nhiệt độ cao hơn và tốn ít nước mỗi phút hơn một cách đáng kể.